# Jan Swammerdam
Jan Swammerdam (Amsterdam, 12 febbraio 1637 – Amsterdam, 17 febbraio 1680) è stato un biologo ed entomologo olandese.

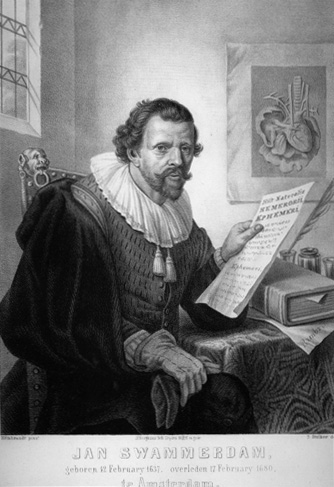
Non vi è ritratto di Jan Swammerdam. Si tratta di una fantasia sulla base di un dipinto di Rembrandt

Naturalista olandese, che ha descritto il meccanismo della respirazione; è stato anche uno dei primi a dimostrare che lo sperma maschile feconda l'ovulo femminile. I suoi studi sugli insetti hanno dimostrato che le varie fasi durante la vita di un insetto (uovo, larva, pupa e adulto) sono forme diverse dello stesso animale. Molto rilevante sugli insetti la sua monografia riguardante le api. Come parte della sua ricerca anatomica, ha condotto esperimenti sulla contrazione muscolare. Nel 1658 fu il primo a osservare e descrivere i globuli rossi. Fu uno dei primi a utilizzare il microscopio in dissezioni e le sue tecniche sono rimaste utili per centinaia di anni.

## Biografia
Swammerdam è nato ad Amsterdam, figlio di Jan Jacobszoon Swammerdam (1606-1678), uno noto speziale (farmacista). La farmacia ed abitazione di famiglia, una bella casa di quattro piani sul canale Oude Schans, era conosciuta per le collezioni del padre di minerali, monete, fossili e insetti di tutto il mondo. Sua madre morì nel 1661. Suo nonno era un commerciante di legname sul Lastage. Swammerdam era destinato a divenire Ministro, ma essendo un grande sostenitore delle idee di Cartesio, si dedicò allo studio e alla descrizione della natura.
Studiò anatomia e fisiologia nella nuova prestigiosa università di Leida del professor Franciscus Sylvius, insieme a Niels Stensen, Frederik Ruysch. Dopo essersi qualificato come un candidato in medicina nel 1663, partì per la Francia, trascorrendo il tempo a Issy, Saumur e Parigi con Melchisédech Thévenot. Tornò a Leida nel settembre del 1665 e grazie alla sua ricerca sulla respirazione, si laureò in medicina il 22 febbraio 1667.
Una volta finita l'università, dedicò molto del suo tempo perseguendo il suo interesse per gli insetti. Questa scelta causò una spaccatura tra Swammerdam ed il padre, che pensava che il figlio dovesse praticare la medicina. Il rapporto tra i due si deteriorò, al punto che il padre tagliò il suo sostegno finanziario per gli studi di entomologia. Come risultato, Swammerdam fu costretto, almeno occasionalmente, a praticare la medicina per finanziare la propria ricerca.
Dal 1667 al 1674 Swammerdam continuò le sue ricerche e pubblicò tre libri. Nel 1675, cedette all'influenza della mistica fiamminga Antoinette Bourignon: rinunciò alla vita di ricercatore scientifico, e decise di dedicare il resto della vita a questioni spirituali. Niels Stensen, un anatomista dotato e suo co-studente, lo invitò a lavorare per il Granduca di Toscana, ma Swammerdam rifiutò. Ci sono prove, tuttavia, che non rinunciò mai del tutto ai propri studi scientifici.
Morì a 43 anni di malaria. Molti dei suoi lavori furono pubblicati solo tra il 1737-1738, mezzo secolo dopo la sua morte, da Herman Boerhaave il quale, una volta tradotte le carte in latino, pubblicò il Biblia naturae (Libro della Natura). Herman Boerhaave fu anche il suo primo biografo.

## Microscopio

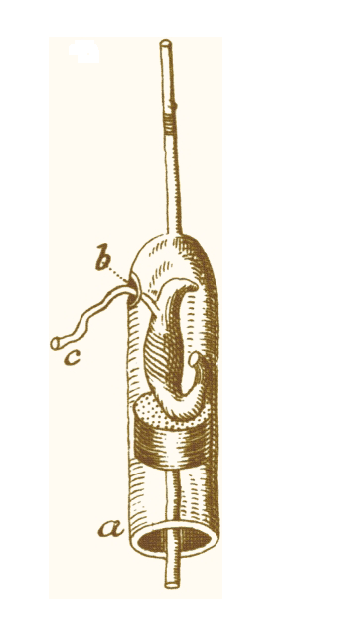
Illustrazione nel libro di Jan Swammerdam di un esperimento sulla coscia di una rana

Swammerdam dimostrò le potenzialità scientifiche del microscopio. In precedenza Johnann Hudde, Christiaan Huygens -in concorrenza con Swammerdam- e forse Spinoza, cercarono di perfezionare l'invenzione di Cornelius Drebbel. Ma Swammerdam possedeva una mente creativa, e capì le opportunità offerte dal microscopio per studiare il corpo umano. Scoprì infatti i globuli rossi e descrisse la struttura del cervello, dei polmoni e del midollo spinale nell'uomo. Sotto molti aspetti, Antoni van Leeuwenhoek divenne il suo successore, sviluppando un diverso tipo di microscopio.
Venne a trovarlo Cosimo III de' Medici, al quale mostrò la contrazione muscolare nelle rane.

## Insetti
La conoscenza degli insetti nel XVII secolo era in gran parte ereditata dagli studi di Aristotele. A causa del classico paradigma secondo cui gli insetti erano esseri piccoli ad insignificanti, questi organismi non erano stati oggetto di studi e ricerche che invece erano state riservate, nei secoli precedenti, a pesci. Swammerdam invece si dedicò allo studio degli insetti riuscendo, grazie all'ausilio del microscopio e alla dissezione, a gettare le basi dell'entomologia, sia grazie alla sua attenzione per i dettagli strutturali, sia per il suo lavoro pionieristico nella messa a punto di tecniche per la conservazione dei campioni.
Il contributo principale di Swammerdam in questo settore ha riguardato la dimostrazione che gli insetti si sviluppano in modo graduale, come tutti gli altri animali. Volle sfatare il concetto seicentesco di metamorfosi, secondo cui le diverse fasi dello sviluppo di un insetto (uovo, larva, pupa e immagine) rappresentano specie differenti. Egli raccolse le prove o questo concetto grazie alla dissezione degli insetti. Esaminando le larve vi trovò le caratteristiche degli adulti. Ad esempio, si accorse che le ali delle libellule e delle effimere esistevano già prima della loro muta finale.

Grazie a queste osservazioni pubblicò nel 1669 la Historia Generalis Insectorum. Questo lavoro comprende anche numerose descrizioni anatomiche. È qui che Swammerdam rivelò che il re delle api ha le ovaie. In Natura Biblia, pubblicato postumo nel 1737, confermò che l'ape regina è l'unica madre dell'alveare. Ma nonostante cinque anni intensi di apicoltura, gli sfuggì la modalità di riproduzione delle api.
Oltre alla sua ricerca sulla metamorfosi, l'opera di Swammerdam si distingue poiché è stato tra i primi a studiare gli insetti in maniera sistematica. Le sue descrizioni anatomiche e comportamentali dei api, vespe, formiche, libellule, lumache, vermi e farfalle sono stati fondamentali allo sviluppo dell'entomologia.

Miraculum naturae sive uteri muliebris fabrica

Oltre alla Historia, pubblicò il Miraculum naturae sive uteri muliebris fabrica nel 1672 ed Ephemeri vita nel 1674. Quest'ultimo riguarda uno studio sulle effimere; fu scritta nel periodo in cui iniziava a dedicarsi con maggior interesse a questioni spirituali. Infatti l'opera contiene lunghi passaggi sulla gloria del Creatore. Va infine citato il Natuure der Bybel, una raccolta delle sue carte e disegni.

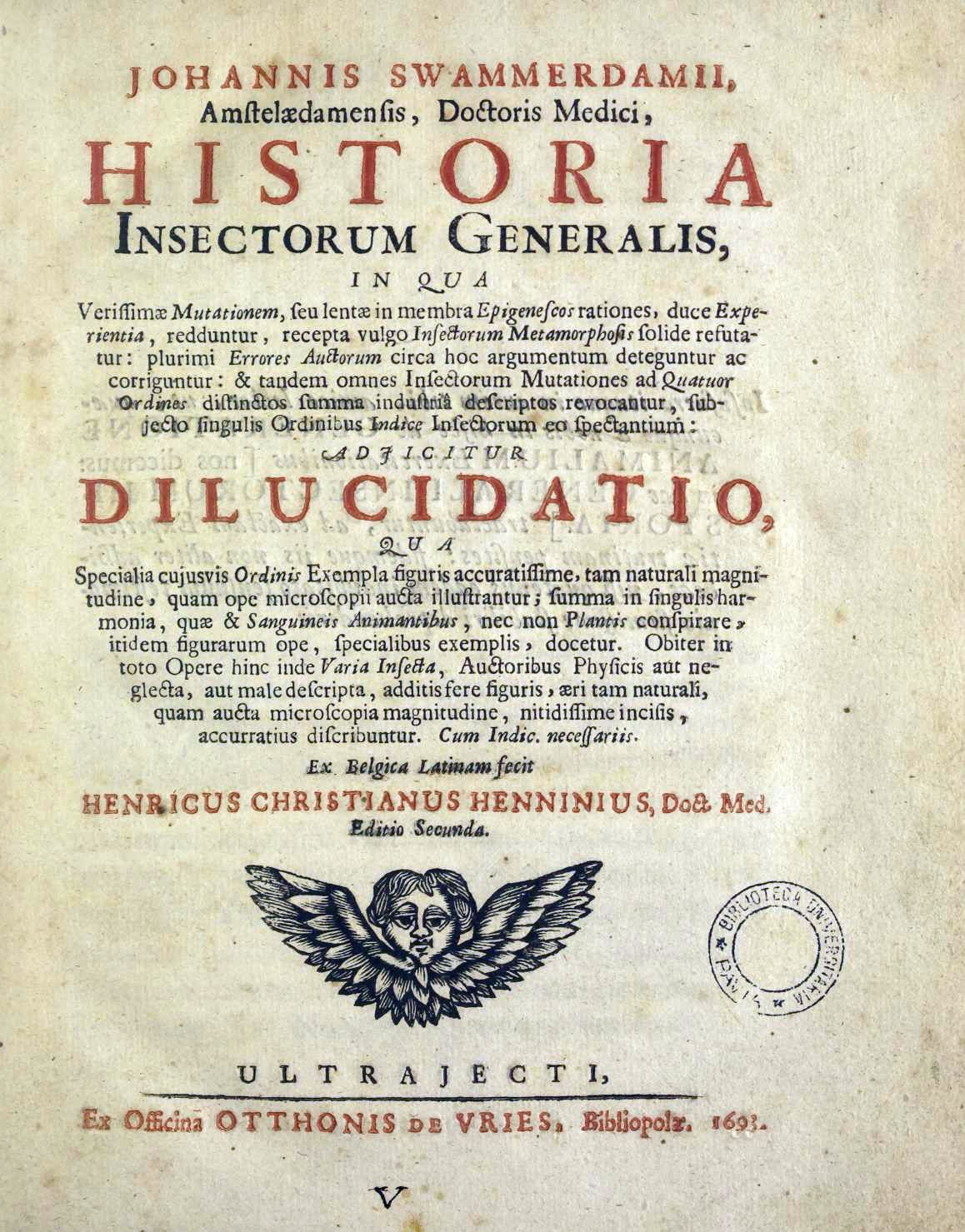
Bybel der Natuure, 1693

## Anatomia
Swammerdam non è stato un pioniere nello studio dell'anatomia, come lo fu per gli studi sugli insetti, ma ha comunque dato un contributo importante. I suoi esperimenti con i muscoli di rana giocarono un ruolo chiave nello sviluppo della nostra attuale comprensione della funzione dei nervi e dei muscoli.
In un esperimento, Swammerdam rimosso il cuore di una rana, osservò che i muscoli continuavano a contrarsi. Per Swammerdam, questa era la prova che il cervello, non il sistema circolatorio, è responsabile della contrazione muscolare.
Swammerdam ha anche scoperto valvole del sistema linfatico, che sono poi state soprannominate valvole Swammerdam.

## Spiritualità
Il lavoro scientifico di Swammerdam fu profondamente influenzato dal suo punto di vista religioso. Per lui studiare le creature della Terra serviva a rivelare la grandezza di Dio; le ricerche scientifiche erano attività pie. La sua spiritualità non solo ha motivato il suo lavoro, ma anche influenzato le sue idee sul mondo naturale. Per esempio, ha respinto la metamorfosi e la generazione spontanea di organismi, perché rappresentavano la casualità e la casualità non era possibile in un mondo regolato da Dio.
Il suo abbandono definitivo dalla scena scientifica nel 1675, può essere attribuito alla sua religiosità. Forse a causa dell'influenza di Antoinette Bourignon, Swammerdam giunse a credere che il suo lavoro scientifico non era più al servizio di Dio. Pensò che stava conducendo indagini sul mondo naturale solo per soddisfare la propria curiosità. Come risultato, si lasciò influenzare dalla concezione mistica della Bourignon e, per la maggior parte del suo tempo, rinunciò agli studi scientifici.